# Winslow West
Winslow West est une census-designated place des comtés de Coconino et de Navajo, dans l'État de l'Arizona, aux États-Unis. En 2020, elle compte une population de 457 habitants.